# 交泰棋
交泰棋（Vanakriget），是瑞典人Markus Salo在2002年推出的兩人對戰的跳棋。

## 棋具
- 棋盤為5*5縱橫線交叉棋盤。

- 棋子以兩色區分敵我，每方7枚。

## 規則
- 初始佈置時雙方棋子布於己側底線、與二線與兩側邊線交叉點。

- 白方先行。

- 每回合玩家需操作一枚己棋進行以下兩種行動之一，只能朝正前或斜前移動，以跳吃為優先，無法跳吃才可選另外兩種。
  - 跳吃：跳過正前方或前斜方鄰位敵棋落到同方向的緊連空位，需連跳吃。然後將被吃的敵棋交回原有者棋罐。
  - 步行：移動一格至空鄰位。
  - 落子：將棋罐的一枚己棋放於任何空位。

- 以所有己棋到達對方初始位置棋獲勝[1][2]。

## 外部連結
- 遊戲介紹 （页面存档备份，存于）
- 遊戲下載